# Idiocerus braziliensis
Idiocerus braziliensis är en insektsart som beskrevs av Metcalf 1966. Idiocerus braziliensis ingår i släktet Idiocerus och familjen dvärgstritar. Inga underarter finns listade i Catalogue of Life.